# Myiodynastes bairdii
El bienteveo de Baird (Myiodynastes bairdii), también denominado mosquero de Baird (en Perú y Ecuador) o benteveo de Baird, es una especie de ave paseriforme de la familia Tyrannidae perteneciente al género Myiodynastes. Es nativa del noroeste árido de América del Sur.

## Distribución yhábitat
Se distribuye por el suroeste de Ecuador (centro de Manabí, desde el lado norte de la Bahía de Caráquez, hacia el sur hasta El Oro y oeste de Loja) y noroeste del Perú (al sur en la pendiente del Pacífico hasta Ancash y norte de Lima).
Esta especie es considerada poco común en sus hábitats naturales: los bosques caducifolios, matorrales áridos y poblados, principalmente abajo de los 1000 m s. n. m. de altitud.

## Sistemática

### Descripción original
La especie M. bairdii fue descrita por primera vez por el naturalista estadounidense William Gambel en 1847 bajo el nombre científico Saurophagus bairdii; su localidad tipo es: «California, error; corregido posteriormente para Guayaquil, Ecuador».

### Etimología
El nombre genérico masculino «Myiodynastes» se compone de las palabras del griego «μυια muia, μυιας muias» que significa ‘mosca’, y «dunastēs » que significa ‘dictador’; y el nombre de la especie «bairdii», conmemora al ornitólogo estadounidense Spencer Fullerton Baird (1823–1887).

### Taxonomía
Es monotípica.